# Busqueta dels olivers

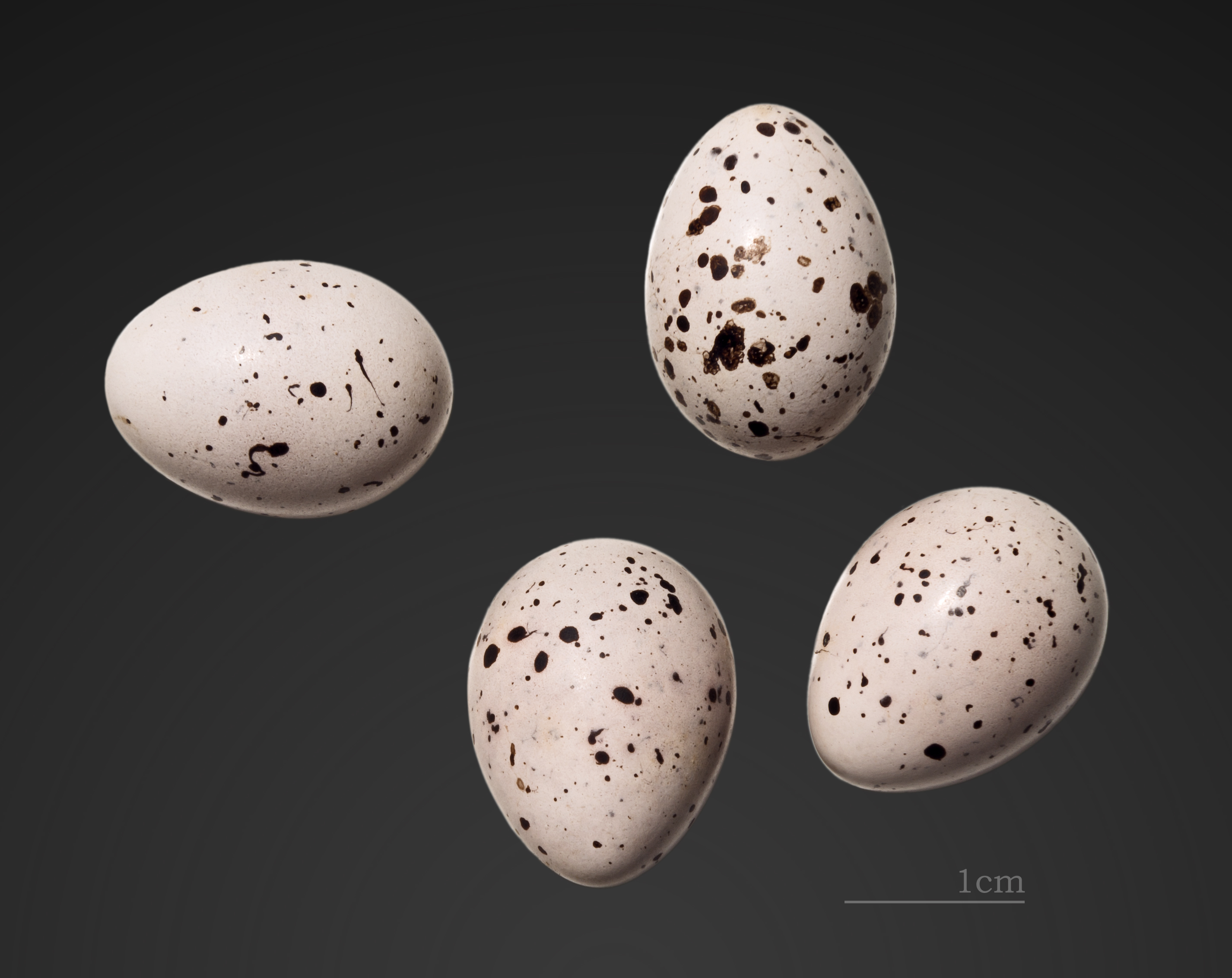
Hippolais olivetorum

La busqueta dels olivers (Hippolais olivetorum) és una espècie d'ocell de la família dels acrocefàlids (Acrocephalidae) que habita jardins, horts, olivers i roures de la Península Balcànica, Grècia, Turquia, Creta, Xipre i Pròxim Orient.